# مهرداد یکم
مهرداد یکم (به پهلوی: 𐭌𐭄𐭓𐭃𐭕 یا Mihrdāt)، ارشک پنجم در شمارش جدید، معروف به مهرداد بزرگ شاه ایران از سال ۱۷۱ پ.م. تا ۱۳۲ پ.م. و معمار اصلی شاهنشاهی اشکانی بود. فتوحات او دولت اشکانی را از یک پادشاهی کوچک به یک شاهنشاهی جهانی و از بزرگ‌ترین قدرت‌های زمان خود تبدیل کرد. او اولین پادشاه اشکانی است که عنوان پادشاهان هخامنشی، شاه شاهان، را برای خود برگزید.

## نام
مهرداد به معنی «داده میترا» است. این نام از نام پارسی باستان Miθradāta می‌آید. شکل پهلوی (پارتی) آن Mihrdāt بود و یونانیان و رومیان آن را Mithridates می‌خواندند.
شکل فارسی باستان میتراودتا (𐎷𐎡𐎰𐎼𐎭𐎠𐎫) است؛ در حالی که در فارسی جدید مهرداد است.

## خاندان و به تخت‌نشینی
مهرداد فرزند فریاپت و نوه برادری ارشک یکم بود. او چند برادر داشت که بزرگ‌ترین آن‌ها، فرهاد یکم، در سال ۱۷۶ پ.م. به جای پدرشان بر تخت شاهی نشسته بود.
طبق سنت باستان، شاه باید یکی از فرزندان خود را به عنوان جانشین انتخاب می‌کرد اما با اینکه در خط جانشینی فرزندان فرهاد بر مهرداد اولویت داشتند، او سنت را شکست و برادرش را به دلیل شایستگی‌هایی که از خودش نشان داده بود، به عنوان جانشین خود برگزید.

## پادشاهی
پس از مرگ فرهاد یکم، مهرداد به جای او برتخت نشست. او در نخستین عملیات نظامی گسترده خود، رو به سوی پادشاهی باکتریا کرد. پادشاهی باکتریا که در جریان جنگ‌های طولانی با سغد و دولت‌های هندی تضعیف شده بود، در دهه ۱۵۰ پ. م به سختی از شاه اشکانی شکست خورد و مهرداد وارد باکتریا شد و این منطقه را ضمیمه خاک امپراتوری خود کرد.
پس از آن، مهرداد رو به سوی سلوکیان برگرداند. در ۱۴۶ پ. م به ماد حمله کرده و همدان را تصرف کرد. پس از آن، در سال ۱۴۱ پ. م وارد بابل و بین‌النهرین شد و در آنجا رسماً به عنوان شاه ایران تاجگذاری کرد. سکه‌هایی از این دوران که در شهر سلوکیه ضرب شده‌اند، برجای مانده‌است. پس از آن برای دفاع از مرزهای شمالی شاهنشاهی اشکانی به گرگان رفت. در همین زمان بود که سرداران اشکانی به نام او پارس و ایلام را فتح کردند.

فتوحات مهرداد یکم

درحالی‌که شهر صددروازه به عنوان اولین پایتخت اشکانی انتخاب شد، مهرداد یکم در سلوکیه، هگمتانه، تیسفون و شهر تازه تأسیس خود مهردادکرت اقامتگاه‌های شاهی نیز بنا کرد، علاوه بر این مهردادکرت محلی بود که در آن مقبره‌ای برای پادشاهان اشکانی ساخته شده بود و از آن نگهداری می‌شد. از سوی دیگر هگمتانه به اقامتگاه تابستانی خانواده سلطنتی اشکانی بدل گشت. شهر تیسفون نیز تا پیش از به حکومت رسیدن گودرز یکم به عنوان پایتخت انتخاب نشد، اما به نقل از بروسیوس به عنوان محلی برای تاجگذاری‌ها مورد استفاده قرار می‌گرفت و شهری نمادین از حکومت اشکانی بود.
در سال ۱۴۰ پ.م. سلوکیان دوباره به میان‌رودان حمله کردند و درحالی که مهرداد در شرق مشغول نبرد با سکاها بود، دیمتریوس دوم سلوکی میان‌رودان را فتح کرد. با این حال سلوکیان به زودی شکست خوردند و در همان سال بیرون رانده شدند. حتی خود دیمیتریوس به دست پارت‌ها افتاد و او را به گرگان نزد مهرداد فرستادند. او به گرمی از شاه سلوکی پذیرایی کرد و حتی دختر خودش رزگونه را به عقد او درآورد. مهرداد سپس شاه ایلام را به خاطر یاری به سلوکیان مجازات کرد. شاه اشکانی همچنین اجازه داد وادفراداد دوم، فرترکه پارس، در قلمروش خودمختاری بیش‌تری داشته باشد. مهرداد در سال ۱۳۲ پ. م پس از یک دوره طولانی بیماری (احتمالا سکته)درگذشت و فرهاد دوم به جایش بر تخت نشست.

## سکه‌ها و ایدئولوژی شاهنشاهی
از نخستین سال‌های سده دوم پیش از میلادی، اشکانیان بر ادعای خود به عنوان جانشینشان شاهنشاهان هخامنشی پافشاری بیشتری کردند. آن‌ها مدعی بودند که ارشک، نخستین شاه اشکانی، از نسل اردشیر دوم، شاه هخامنشی است. همچنین عناوین سلطنتی هخامنشی در زمان اشکانی احیا شدند که مهم‌ترین آن‌ها عنوان «شاه» (شاهِ شاهان) بود. مهرداد یکم نخستین فرمانروای اشکانی بود که با این عنوان سکه زد، با این حال تبدیل شدن آن عنوان معمول شاهان اشکانی، تا دوران مهرداد دوم به طول انجامید. همچنین شاهان اولیه اشکانی، بر روی سکه‌هایشان خود را با کلاهِ شهربانی هخامنشی به تصویر کشیده‌اند.

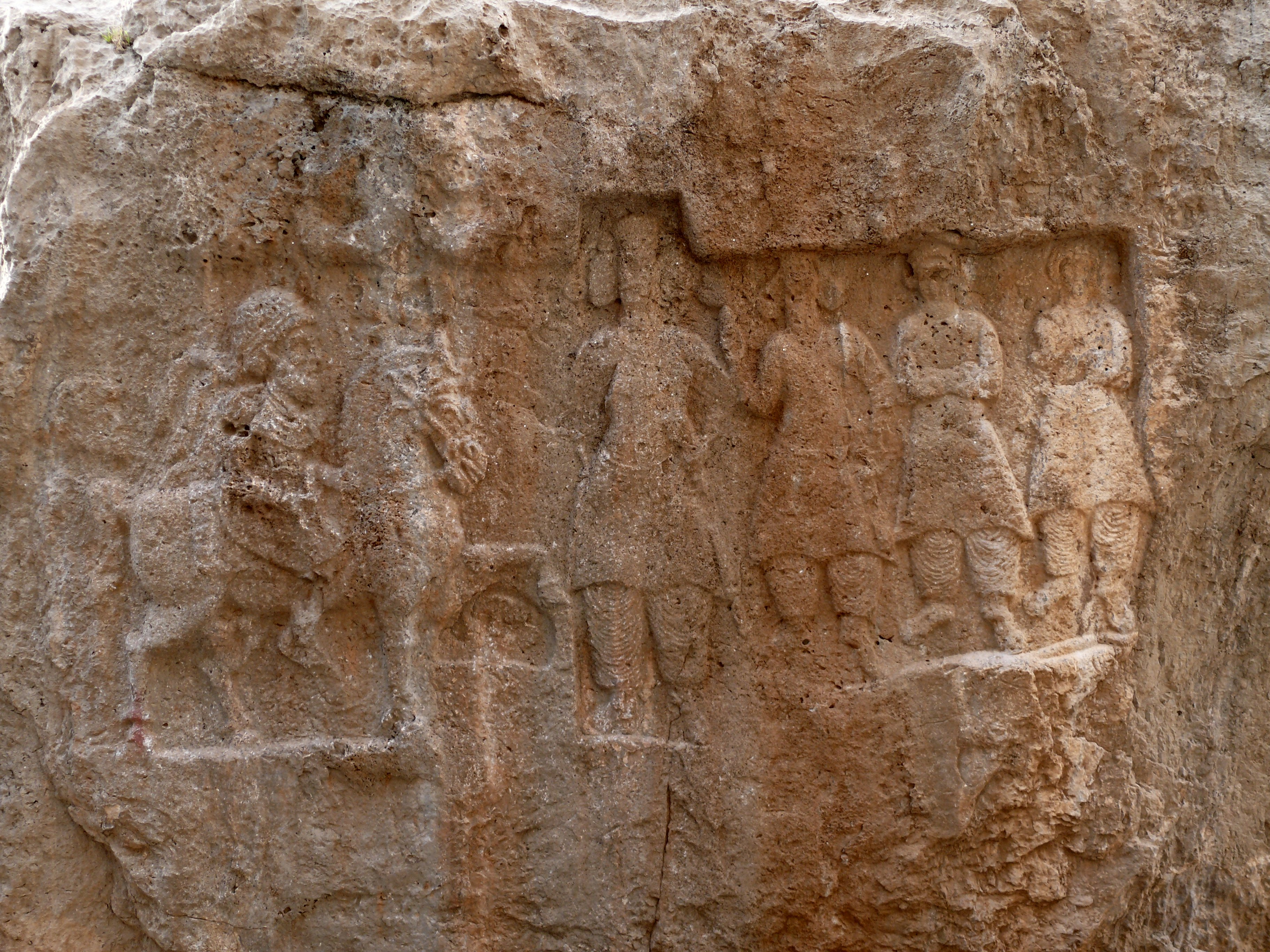
سنگ‌نگاره مهرداد اشکانی در خوزستان

نخستین سکه‌های مهرداد یکم نیز او را با کلاه شهربانان هخامنشی نشان می‌دهند. با این حال با فزونی یافتن قدرت این شاه، بر روی سکه‌های جدیدتر او با دیهیم شاهی به تصویر کشیده شده‌است. او همچنین بخشی از سنت‌های هلنی را پذیرفت، اما بر روی سکه‌هایش برخلاف فرمانروایان یونانی و اشکانیان اولیه، خود به شکل یک مرد ریش‌دار نشان داده شده‌است که این خود نشانی از ادعای او مبنی بر جانشینی شاهنشاهان باستانی ایرانی است.
مهرداد یکم همچنین عنوان فیلهلنیسم (Philhellene) به معنی «دوست یونانیان» را پس از فتح میانرودان بر روی سکه‌های خود حک کرد تا با یونانیانی که به تازگی سرزمین‌های آنان را فتح کرده بود، روابط دوستانه‌ای برقرار کند. عنوان دیگری که بر روی سکه‌هایش درج کرد، «ارشک» بود که بعدها به «ارشک شاه» تغییر کرد و در نهایت به شکل «شاه بزرگ ارشک» درآمد. ارشک که نام نخستین شاه اشکانی بود، تا سقوط این دودمان نام رسمی همه شاهنشاهان آن بود.
«کسی که پدرش خداست» نیز از دیگر لقب‌های مهرداد یکم بود. فرهاد دوم، جانشین او، نیز همین لقب را بر روی سکه‌هایش حک کرد.

## میراث
مهم‌ترین دستاورد مهرداد در طول زندگی‌اش آن بود که پادشاهی اشکانی را از یک فرمانروایی محلی، به یک شاهنشاهی جهانی تبدیل کرد. او از فتوحاتش در غرب این هدف را دنبال می‌کرد تا با تسلط بر سوریه به مدیترانه برسد و هژمونی ایران را بر آن منطقه برقرار کند. با این حال، این هدف تا پایان دوران ساسانی به یک کشمکش جدی میان ایران و روم بود و به هیچ نتیجه قطعی‌ای نرسید. از آنجایی که مهرداد را به عنوان معمار اصلی شاهنشاهی اشکانی می‌دانند، برخی او را در کنار شاهنشاهانی مانند کوروش بزرگ بنیانگذار شاهنشاهی هخامنشی قرار می‌دهند.